# Лион (Оклахома)
Лион (англ. Leon) — город в США, в округе Лов штата Оклахома. Население — 74 человека (2020).

## География
Лион расположен по координатам 33°52′38″ с. ш. 97°25′45″ з. д. (33.877342, -97.429045). Согласно Бюро переписи населения США, город имеет площадь 0,69 км².

## Демография
| Год переписи                          | Нас. |  | %±     |
| ------------------------------------- | ---- |  | ------ |
| 1900                                  | 221  |  | —      |
| 1910                                  | 197  |  | −10,9% |
| 1920                                  | 216  |  | 9,6%   |
| 1930                                  | 146  |  | −32,4% |
| 1940                                  | 178  |  | 21,9%  |
| 1950                                  | 122  |  | −31,5% |
| 1960                                  | 109  |  | −10,7% |
| 1970                                  | 112  |  | 2,8%   |
| 1980                                  | 120  |  | 7,1%   |
| 1990                                  | 101  |  | −15,8% |
| 2000                                  | 96   |  | −5%    |
| 2010                                  | 91   |  | −5,2%  |
| 2020                                  | 74   |  | −18,7% |
| 1900–2020 Десятилетняя перепись в США |      |  |        |

Согласно переписи 2010 года, в городе проживал 91 человек в 40 домохозяйствах в составе 27 семей. Плотность населения составляла 132 человека/км². Была 51 квартира (74/км²).
Расовый состав населения:
| - 93,4% — белых - 4,4% — коренных американцев |

К двум или более расам принадлежало 2,2%. Доля испаноязычных составляла 1,1% всего населения.
По возрастному диапазону население распределялось следующим образом: 22,0% — лица младше 18 лет, 57,1% — лица в возрасте 18-64 лет, 20,9% — лица в возрасте 65 лет и старше. Медиана возраста жителя составила 44,7 лет. На 100 человек женского пола в городе приходилось 93,6 мужчины; на 100 женщин в возрасте от 18 лет и старше — 97,2 мужчин также старше 18 лет.
Средний доход на одно домохозяйство составил 30 821 доллар США (медиана — 25 000), а средний доход на одну семью — 38 108 долларов (медиана — 33 333). За чертой бедности находилось 41,0% человек, в том числе 0,0% детей в возрасте до 18 лет и 25,0% лиц в возрасте 65 лет и старше.
Гражданское трудоустроенное население составляло 22 человека. Основные области занятости: образование, здравоохранение и социальная помощь — 27,3%, розничная торговля — 18,2%, ученые, специалисты, менеджеры — 13,6%, искусство, развлечения и отдых — 13,6%.